# Reagy Ofosu
Reagy Baah Ofosu (* 20. September 1991 in Hamburg) ist ein deutscher Fußballspieler mit ghanaischen Wurzeln.

## Karriere
Reagy Ofosu begann seine aktive Laufbahn in der Jugend des Harburger TB, bevor er im Jahr 2005 in die Jugendabteilung des Hamburger SV wechselte. Zur Saison 2010/11 rückte er in die zweite Herrenmannschaft des HSV auf. Zu Einsätzen für dessen Profimannschaft reichte es aber nicht. Im Sommer 2012 schloss sich der Angreifer dem FC Ingolstadt 04 an. Zwar gehörte er mehrmals zum Spieltagskader des Zweitligisten, lief jedoch nur für dessen zweite Mannschaft in der Regionalliga Bayern auf.
Nach zwei Jahren in Ingolstadt wurde Ofosu im Sommer 2014 vom Drittligisten Chemnitzer FC verpflichtet, bei dem er einen Vertrag bis 2016 erhielt. Trainer Karsten Heine bot ihn am ersten Spieltag der Saison 2014/15 in der Startaufstellung der Partie beim Halleschen FC auf. Die Chemnitzer siegten mit 3:0, wobei Ofosu das erste Saisontor für seinen Verein erzielte.
Im Januar 2016 wechselte er nach Österreich zum Bundesligisten SV Grödig. Er unterschrieb einen bis Mai 2017 gültigen Vertrag.
Nachdem sich Grödig aus dem Profifußball zurückgezogen hatte, wechselte er im Sommer 2016 zum niederländischen Erstligisten NEC Nijmegen, bei dem er einen bis Juni 2018 gültigen Vertrag erhielt. Mit dem NEC stieg er in seiner ersten Saison direkt ab und verließ den Verein daraufhin wieder.
Die Hinrunde der Saison 2017/18 spielte er beim kroatischen Erstligisten NK Istra 1961, die Rückrunde beim slowakischen Klub Spartak Trnava, mit dem er am Saisonende Landesmeister wurde.
Im Oktober 2018 wechselte Ofosu zum ungarischen Klub Szombathelyi Haladás, wo er bis zum Saisonende blieb. In der Sommerpause 2019 wurde er dann vom rumänischen Verein FC Botoșani aus der 1. rumänischen Fußballliga verpflichtet. Im Oktober 2020 wechselte er ligaintern zu CS Universitatea Craiova. Mit seiner Mannschaft wurde er rumänischer Pokalsieger 2021.
In der Sommerpause 2021 wechselte er in die Türkei zum Zweitligisten Bursaspor. Zur nächsten Spielzeit wechselte er nach Griechenland zum Zweitligisten Ionikos Nikea. Im Januar 2023 erfolgte sein Wechsel nach Saudi-Arabien zum Zweitligisten Ohod Club. Nach Auslaufen seines Vertrages war er im Sommer 2023 zunächst vereinslos, bis er Mitte September zurück nach Rumänien zum Erstligisten UTA Arad wechselte.

## Erfolge
- Slowakischer Meister: 2018 mit Spartak Trnava
- Rumänischer Pokalsieger: 2021 mit CS Universitatea Craiova